# Hawaiian Airlines
Hawaiian Airlines är ett amerikanskt flygbolag med bas på Honolulu International Airport, Oahu, Hawaii utanför USA:s Stilla Havskust. Flygbolaget flyger delvis mellan öarna på Hawaii samt mellan Hawaii och USA:s fastland.

## Flotta
- Boeing 717 för flygningar mellan öarna på Hawaii.
- Boeing 767-300
- ATR 42
- Airbus A330-200